# Шергін Сергій Олександрович
Шергін Сергій Олександрович (нар. 26 серпня 1947, Опександрівськ-Сахалінський, СРСР) — науковець у галузях політології, міжнародних відносин, зовнішньої політики, дипломатичної служби, освіти, науки, Заслужений працівник освіти України, доктор політичних наук, професор, кандидат історичних наук, редактор, член Президії науково-методичної комісії (НМК) з специфічних категорій підготовки (1801) Науково-методичної ради (НМР ) Міністерства освіти і науки України (МОН) у 2007—2012 рр.[1], керівник групи розробників галузевого стандарту вищої освіти України з підготовки магістрів  за спеціальністю специфіччих категорій 8.000006 «Зовнішня політика№ (2006 р.)[2], член експертної ради МОН в галузі соціально-політичних наук (2012—2015 рр.), член спеціалізованої вченої ради Д 26.728.01 в Дипломатичній академії України (ДАУ) при МЗС України (2002–2012 рр.), голова спеціалізованої вченої ради К 26.728.02 у тій же академії (2015–2017 рр.), член спеціалізованої вченої ради Д 26.176.02 в Інституті світової економіки і міжнародних відносин НАН України (2003–2017 рр.). Входить до складу редакційних колегій періодичних видань, зокрема – Освіта регіону, Проблеми  міжнародних відносин, Науковий вісник Дипломатичної академії України, ВІСНИК КИЇВСЬКОГО НАЦІОНАЛЬНОГО УНІВЕРСИТЕТУ ІМЕНІ ТАРАСА ШЕВЧЕНКА: МІЖНАРОДНІ ВІДНОСИНИ[3]. Коло наукових інтересів – міжнародні системи та глобальний розвиток, зовнішня політика країн Східної Азії, політологія міжнародних відносин, міжнародний парламентаризм, науково-педагогічна діяльність.
Основні досягнення – опрацювання та розвиток теоретичних і методологічних засад вітчизняної політології міжнародних відносин та зовнішньої політики, створення стандартизованого навчального комплексу з відповідним науково-методичним та інформаційним забезпеченням для профільних закладів вищої освіти України, зокрема зробив вагомий внесок під час роботи на посаді завідувача кафедри регіональних систем і європейської інтеграції ДАУ МЗС (2002–2017 рр.) у підготовку висококваліфікованих спеціалістів  галузі міжнародно-політичної науки, а також створенні загальнодержавної системи підготовки, перепідготовки та підвищення кваліфікації спеціалістів дипломатичної та консульської служби. У цей період очолив групу фахівців по розробці магістерського стандарту за спеціальністю «Зовнішня політика» (специфічні категорії підготовки - 2006 р.). На кафедрі проходили спеціалізацію державні службовці різних рангів, зокрема народні депутати України: І. Геращенко, О. Герасим'юк, Д. Володіна, А. Ніколаєнко, В. Юрченко. 
Під час роботи професором кафедри парламентаризму і політичного менеджменту Національної академії державного управління при Президентові України (НАДУ) у 2018-2020 рр. був головним розробником Освітньо-наукової програми підготовки докторів філософії (PHD) за спеціальністю «Політологія». 
За особистий внесок у розбудову навчальної системи фахової підготовки працівників дипломатичної служби України нагороджений почесним званням «Заслужений працівник освіти України» (2007 р.), Почесною грамотою Міністерства закордонних справ України (2004 р.) та іншими відзнаками галузі. 
За роки науково-педагогічної діяльності як науковий керівник підготував сім кандидатів історичних та політичних наук, понад сорока магістрів за спеціальністю «Зовнішня політика» та «Публічне адміністрування».
Опрацьовані С. Шергіним теоретико-методологічні засади дослідження комплексних проблем міжнародних регіональних систем, зокрема Азійсьо-Тихокеанського регіону, були розвинуті в дисертаційних роботах його аспірантів: Горобець Ігор Володимирович – «Територіально-прикордонні проблеми у відносинах Індії, Пакистану і Китаю. (1960–1990 рр.)»[4];  Ленський Петро Сергійович –  «Центральноазійський вектор політики КНР  у галузі регіональної безпеки в постбіполярний період»[5];  Дужа Ірина Анатоліївна – «Тихоокеанська стратегія США: інтеграційний та безпековий вимір»[6];  Фесенко Микола Васильович – «Трансформація сучасної системи міжнародних відносин: концептуальний і прогностичний вимір»[7];  Шахматенко Роман Сергійович – «Міжнародні відносини в Азійсько-Тихоокеанському регіоні в контексті формування «тихоокеанської спільноти» (друга половина ХХ ст. - початок ХХІ ст.» [8]. 
Шергін С.О. автор  понад 180 друкованих наукових і навчально-методичних праць з питань сучасних міжнародних відносин, зовнішньої політики, політології, регіоналістики, глобалістики, публічного адміністрування та  професійного навчання працівників дипломатичної і консульської служби. Серед публікацій: дві особисті монографії, десять колективних монографій, п’ять навчальних посібників, з яких два з грифом МОН України. Окремі авторські праці присвячені аналізу російсько-української війни сучасності.

## Життєпис
Після закінчення у 1966 р. середньої загальноосвітньої школи № 2 м. Сочі отримав у 1974 р. вищу освіту на історичному факультеті Куйбишевського педагогічного інституту. 
З листопаду 1974 р. по квітень 1979 р. працював вчителем історії середньої школи м. Києва, потім референтом групи лекторів-міжнародників правління товариства «Знання»(1979–1982 рр.), на посадах доцента Київського політехнічного інституту (1985–1993 рр.), професора Київського інституту міжнародних відносин КНУ ім. Тараса Шевченка (1993–1997 рр.). 
На чолі першої групи дипломатів заснував Посольство України в Соціалістичній Республіці В’єтнам, де працював на посаді тимчасового повіреного у справах і радника з політичних питань (1997–2002 рр.). Посольство на час заснування мало регіональний статус і тому поширювало свої функції на Камбоджу, Малайзію, Таїланд, Філіппіни і Сінгапур. 
Після повернення в Україну працював на посаді завідувача кафедри регіональних систем та європейської інтеграції ДАУ МЗС України (2002–2015 рр.). Після реформування ДАУ МЗС України працював професором кафедри парламентаризму та політичного менеджменту НАДУ при Президентові України (2018–2020 рр.). З 2021 р. працює на посаді професора кафедри міжнародних відносин в Київському міжнародному університеті.
В 1981 р. захистив кандидатську дисертацію і отримав ступінь кандидата історичних наук за спеціальністю «Історія міжнародних відносин і зовнішньої політики». В 1992 р. захистив докторську дисертацію «Эволюция концептуального подхода США к проблемам тихоокеанской безопасности 70-80-е гг.» (прим.: назва мовою оригіналу) за науковою спеціальністю 23.00.04 «Політичні проблеми міжнародних систем та глобального розвитку» і отримав науковий ступінь доктора політичних наук[9]. У 2003 р. отримав вчене знання професора кафедри зовнішньої політики та міжнародного права[10]. 
У 2003 р. упродовж двох місяців стажувався в Йоркському університеті (Торонто, Канада). У 2004 р. проходив стажування в м. Сегед (Угорщина, в центрі НАТО). У 2007 р. і 2009 р. підвищував кваліфікацію в галузі міжнародних відносин і публічного адміністрування відповідно в м.Брюссель (Бельгія) та в університетах Швеції (міста Стокгольм, Упсала та Лунд).
Автор понад 180 друкованих наукових і навчально-методичних праць з питань сучасних міжнародних відносин, зовнішньої політики, політології, регіоналістики, глобалістики, публічного адміністрування та професійного навчання працівників дипломатичної і консульської служби. Серед публікацій: дві особисті монографії, десять колективних монографій, п’ять навчальних посібників, з яких два з грифом Міністерства освіти та науки України. Є  такі, що видані в українсько-польському часописі «Соціальні та гуманітарні науки» (Social and Human Sciences. Polish-Ukrainian Scientific Journal. (Warsaw). Окремі авторські праці присвячені історичному та політичному аналізу російсько-української війни.

## Творчий доробок: окремі праці

### Монографії, підручники, посібники тощо

#### Монографії
Шергін С.О. Зоря над Меконгом: Питання соціально-економічного розвитку Кампучії.  К.: Політвидав України, 1986. 167 с.*
https://elibrary.ivinas.gov.ua/2978/
Шергин С.А. Беспокойный Тихий океан: Проблемы безопасности и сотрудничества. К.: Политиздат Украины, 1989. 238 с.*
https://elibrary.ivinas.gov.ua/2977/

#### Колективні монографії
Шергін С.О.  Преемственность и новые черты политики США в Юго-Восточной Азии/ Конфронтация или диалог. Стереотипы антисоветизма в региональной политике США / Л.А. Лещенко, В.А. Кременюк, С.А. Караганов и др .К.: Наук. думка, 1989. С. 260-270.*
https://elibrary.ivinas.gov.ua/view/subjects/I7.html
https://elibrary.ivinas.gov.ua/2989/
Шергін С.О. Вплив глобальних і регіональних тенденцій на зовнішню політику України  / Зовнішня політика України – 2006: стратегічні оцінки, прогнози та пріоритети / За ред. Г.М. Перепелиці. К.: Стилос, 2007. С. 9-30. 
http://stylos.com.ua/?page=search&keyword=%C7%EE%E2%ED%B3%F8%ED%FF+%EF%EE%EB%B3%F2%E8%EA%E0+%D3%EA%F0%E0%BF%ED%E8+%96+2006
Шергін С.О. Південно-Східна Азія та країни-члени АСЕАН у контексті національних інтересів України / Геополітичні трансформації в Євразії: погляди з Києва і Сеула [Текст] = Geopolitical transformations in Eurasia: views from Kyiv and Seoul : укр.-корейська моногр. / під ред. проф. Г. М. Перепелиці та Посла Хо Сун Чьола ; Дип. акад. України при М-ві закордон. справ України. - К. : Демід, 2008. - 399 с. : іл. - Текст укр., англ. мовами. - 1000 прим. - ISBN 966-7196-04-6
https://library.da.mfa.gov.ua/cgi-bin/irbis64r_11/cgiirbis_64.exe?LNG=uk&Z21ID=&I21DBN=DB2_PRINT&P21DBN=DB2&S21STN=1&S21REF=&S21FMT=fullw_print&C21COM=S&S21CNR=&S21P01=0&S21P02=1&S21P03=A=&S21STR=Смирнова,%20К.%20В
Шергін С.О. Розвиток теорії міжнародних відносин і світової політики в Україні (Гл. 2, с. 30-52); Концептуально-праксєологічні аспекті глобалізаційного розвитку (Гл. 5, с. 104-122); Рущийні сили азійсько-тихоокеанського регіоналізму (Гл. 17, с. 381-405) / Глобалізація і сучасний міжнародний процес / за заг. ред. проф. Б. Гуменюка і С. Шергіна. К.: Університет «Україна», 2009. 508 с. **
http://irbis-nbuv.gov.ua/cgi-bin/irbis_nbuv/cgiirbis_64.exe?Z21ID=&I21DBN=EC&P21DBN=EC&S21STN=1&S21REF=10&S21FMT=fullwebr&C21COM=S&S21CNR=20&S21P01=0&S21P02=0&S21P03=A=&S21COLORTERMS=1&S21STR=Горобець%20І$
Шергін С.О. Глобальна макроекономічна політика США як світового лідера. In: США і світ ХХІ століття (пам’яті Є. Камінського). Монографія. / Пахомов Ю.М., Коваль І.М., Шергін С.О. К.: Центр вільної преси, - 2012, с. 483-493.*
https://elibrary.ivinas.gov.ua/2761/
Шергін С.О. Парадигмальний вимір міжнародних відносин в європейській і американській політичній науці / США і світ ХХІ століття: монографія / Пахомов Ю.М., Коваль І.М., Шергін С.О. та ін. К.: Центр вільної преси, 2013. С. 30-54. * 
https://elibrary.ivinas.gov.ua/2983/
Америка і Європа у сучасних міжнародних трансформаціях [Текст] : монографія / [Шергін С. О., Погорська І. І., Макаренко Є. А. та ін]. - Київ : [Центр вільної преси], 2014. - 472 с. - (Наукова серія "Трансатлантичні дослідження"). - Бібліогр. в кінці розд. - 300 прим. - ISBN 978-966-2123-50-0***
http://www.irbis-nbuv.gov.ua/publ/REF-0000500962
https://web.archive.org/web/20161213120759/http://gntb.gov.ua:80/files/vv/mek2014_4.pdf
Шергін С.О. Туреччина: фактор безпеки / Україна – Туреччина: історія, політика, економіка, право, дипломатія, культура / В.І. Сергейчук, Н.О. Татаренко та ін. К.: Укр. Письменник, 2014. 101-114.*
https://elibrary.ivinas.gov.ua/2981/
Шергін С.О. Азійсько-тихоокеанський регіоналізм як варіант і альтернатива глобалізації / Парадигмальні трансформації сучасної глобалістики / Парадигмальні трансформації сучасної глобалістики: [колект. монографія] / О.С. Токовенко, В.В. Кривошеїн, О.А. Третяк [та інші]; за заг. ред. д-ра філос. наук, проф. О.С. Токовенка. – Д.: Видавництво ІМА-прес, 2015. – 440с., -С.367-398. 
https://www.dnu.dp.ua/docs/ndc/2019/monograf.doc
Шергін С.О. Азійсько-тихоокеанський регіоналізм: концептуальні моделі та сучасна практика / Міжнародні регіональні процеси та зовнішньополітичні пріоритети України [Текст] : монографія / за заг. ред. проф. С. Шергіна, В. Космини, Л. Чекаленко [І. Горобець та ін.] ; Дипломат. акад. України при МЗС України. - Київ : 2017. - 436, [2] с.; С.68-108: рис., табл. - Бібліогр. в кінці розд. - 150 прим. - ISBN 978-617-7037-14-8 *
https://elibrary.ivinas.gov.ua/2979/
https://www.academia.edu/94873583/Міжнародні_регіональні_процеси_та_зовнішньополітичні_пріоритети_України
Шергін С.О. Глобалізаційний фактор кризи представницької влади на пострадянському просторі; Представницька влада у світовій практиці державотворення. С. 43-58; 60-72. / Представницька влада у державотворчому процесі України [Текст] : монографія / [В. А. Гошовська та ін.] ; за ред. В. А. Гошовської ; Нац. акад. держ. упр. при Президентові України. - Київ : НАДУ, 2018. - 381, [2] с. : рис., табл. - (Наукова школа вітчизняного парламентаризму). - Бібліогр. в кінці розд. - 300 прим. - ISBN 978-966-619-408-7;  ВА836495****
http://www.irbis-nbuv.gov.ua/cgi-bin/irbis_nbuv/cgiirbis_64.exe?C21COM=S&I21DBN=EC&P21DBN=EC&S21FMT=fullwebr&S21ALL=%28%3C.%3EA%3DШЕРГІН$%3C.%3E%29&FT_REQUEST=&FT_PREFIX=&Z21ID=&S21STN=1&S21REF=10&S21CNR=20
Інституціоналізація публічного управління в Україні [Текст] = Institutionalization of public administration in Ukraine : наук.-аналіт. доп. / [М. М. Білинська, О.С.Шергін та ін.; вступ. ст. М. М. Білинської ; редкол.: М. М. Білинська та ін.] ; за заг ред. М. М. Білинської, О. М. Петроє ; Нац. акад. держ. упр. при Президентові України. - Київ : НАДУ, 2019. - 209 с.: рис. - Бібліогр.: с. 201-206. - 130 прим. - ISBN 978-966-619-407-0****
Шергін С.О. Прийдешній світовий порядок / Глобальні інформаційні, психологічні та гібридні війни: загрози та протидії [Текст] : колект. монографія / [О. Аулін та ін. ; за заг. ред. В. Бебика] ; Ред. пол.-укр. журн. "Nauki społeczno-Humanistyczne/ Соц-гуманітар. науки / Social and Human Sciences", Укр. держ. ун-т ім. Михайла Драгоманова, Полтав ін-т економіки і права Ун-ту "Україна". - Київ : Талком, 2023. - 259 с. - Бібліогр. в кінці ст. - 400 прим. - ISBN 978-617-8016-91-3***
http://www.irbis-nbuv.gov.ua/publ/REF-0000827166

### Навчальні посібники (авторські)
Шергін, С.О. Азіатсько-тихоокеанський регіон: історія та сучасність [Текст] : навч. посіб. / С. О. Шергін. – К. : Вища шк., 1993. – 91с.
http://lib.khnu.km.ua/virt_dovidka/virt_dovidka1/for_chit/arhiv/view_post.php?postid=1893
Шергін С.О. Політологія міжнародних відносин [Текст] : навч. посіб. для студ. вищ. навч. закл. / С. О. Шергін ; Дип. акад. України при М-ві закордон. справ України. - К. : Дип. акад. України при МЗС України, 2013. - 200 с. - Бібліогр. в кінці розд. - 400 прим. - ISBN 978-617-7037-03-2****
http://www.irbis-nbuv.gov.ua/publ/REF-0000386752
Шергін С.О. Політологія міжнародних відносин [Текст] : навч. посіб. / С. О. Шергін. - 2-е вид., випр. і допов. - Київ : Центр учбової літератури, 2019. - 255 с. - Бібліогр. в кінці розд. - 400 прим. - ISBN 978-617-673-868-8****
Шергін С.О. Політологія міжнародних відносин: навч. посіб. 3-є вид.  К.: Центр учбової літ-ри, 2020. 258 с.- Бібліогр. в кінці розд. - 500 прим. - ISBN 978-617-673-868-8****
http://ek.kubg.edu.ua/cgi-bin/irbis64r_17/cgiirbis_64.exe?LNG=en&Z21ID=&I21DBN=KUBG&P21DBN=KUBG&S21STN=1&S21REF=10&S21FMT=fullwebr&C21COM=S&S21CNR=b%20font%20color=red%2020%20/font%20%20/b%20&S21P01=0&S21P02=0&S21P03=S=&S21STR=Міжнародні%20відносини

### Навчальні посібники у співавторстві
Шергін С.О. Сучасна глобалістика: провідні концепції і модерна практика [Текст] : навч. посіб. / В. М. Бебик [и др.] ; Відкритий міжнародний ун-т розвитку людини "Україна". - К. : Університет "Україна", 2006. - 208 с. - Бібліогр.: с. 195-207. - ISBN 966-388-105-4***
http://www.irbis-nbuv.gov.ua/publ/REF-0000103626
Шергін С.О. Глобалізація і сучасний міжнародний процес [Текст]: монографія / Б. І. Гуменюк [та ін.] ; заг. ред. Б. І. Гуменюк, С. О. Шергін ; Дипломатична академія України при МЗС України, Всеукраїнська асоціація політичних наук. - К. : Університет "Україна", 2009. - 508 с. - Бібліогр.: с. 466-507. - ISBN 978-966-388-299-4***
http://www.irbis-nbuv.gov.ua/publ/REF-0000278718
Шергін С.О. Світові інтеграційні процеси в умовах трансформації міжнародних систем: навч. посіб. / М.А. Кулініч, Н.О. Татаренко, В.Г. Ціватий, Л.Д. Чекаленко та ін. Дипломатична академія України при МЗС України, 2013. = 628 с.; С. 364-404.*
https://elibrary.ivinas.gov.ua/4234/
https://ivinas.gov.ua/archive/chekalenko-liudmyla-svitovi-intehratsiini-protsesy-v-umovakh-transformatsii-mizhnarodnykh-system-navchalnyi-posibnyk-makulinich-notatarenko-vhtsivatyi-za-nauk-red-prof-ldchekalenko-k-dau-2013-628-s.html#top

### Навчально-методичні видання
Шергін С.О. Третій світ без ілюзій. К.: Товариство «Знання» України, 1990. 36 с.
Галузевий стандарт вищої освіти. Підготовка магістра за спеціальністю 8.000006 „Зовнішня політика” специфічних категорій підготовки кваліфікації 2419.3 «Радник (органи державної влади)». ОКХ та ОПП [Текст] // Внесено Дипломатичною академією України при МЗС України - Розробники: Кулінич М.А., Огризко В.С., Троненко Р.В., Білоусов М.М., Бруз В.С., Вілнянський С.В., Гуменюк Б.І., Кірсенко М.В., Корнєєнко Б.І., Кочубей Ю.М., Кошелева Р.Я., Лещенко Л.О., Майдан І.Г., Петренко В.Л., Подоляк Н.Г. Присенко М.О., Пузирко В.М., Хоменко Г.Д., Ціватий В.Г., Шергін С.О (керівник розробки)., Шпак Н.А. / Видання офіційне: Міністерство освіти і науки України, 2006 р.: Наказ від 19.01.2006 № 29, - с. 112. 
Шергін С.О. Політологія міжнародних відносин: навчальна програма підготовки магістрів зовнішньої політики. –  К.: ДАУ, 2010. – 24 с. 
Шергін С.О. Азійсько-Тихоокеанський регіон в умовах інтеграції та глобалізації: навчальна програма підготовки магістрів зовнішньої політики. К.: ДАУ, 2010. 21 с.
ОСВІТНЬО-НАУКОВА ПРОГРАМА підготовки здобувачів вищої освіти ступеня доктора філософії за спеціальністю 052 “ Політологія” галузі знань 05 “ Соціальна та поведінкові науки ” // Шергін С.О., Гошовська В. А., Телешун С. О. / НАДУ: наказ від “7”травня 2018 року № 152 
https://web.archive.org/web/20190819022248/http://academy.gov.ua:80/pages/dop/193/files/fc58a08f-0374-472b-9580-5b94482f1f07.pdf

### Статті
Шергін С. О. Країни Східної і Південно-Східної Азії у зовнішньополітичних пріоритетах України / С. О. Шергін // Науковий вісник Дипломатичної академії України. - 2003. - Вип. 8. - С. 265-269*****
http://nbuv.gov.ua/UJRN/Nvdau_2003_8_27
Шергін С. О. Геополітична конфігурація регіональних суб'єктів АТР у контексті трансформації міжнародної системи / С. О. Шергін // Науковий вісник Дипломатичної академії України. - 2003. - Вип. 9. - С. 51-61.*****
http://nbuv.gov.ua/UJRN/Nvdau_2003_9_8
Шергін С. О. Тихоокеанський регіоналізм у контексті асиметричної інтеграції / М. А. Кулінич, С. О. Шергін // Науковий вісник Дипломатичної академії України. - 2004. - Вип. 10(2). - С. 4-29..*****
http://nbuv.gov.ua/UJRN/Nvdau_2004_10(2)__3
Шергін С. О. Вплив чинників глобалізації та регіоналізації на зовнішню політику і дипломатію / С. О. Шергін // Науковий вісник Дипломатичної академії України. - 2007. - Вип. 13. - С. 37-40. .*****
http://nbuv.gov.ua/UJRN/Nvdau_2007_13_9
Шергін С. О. Структурна специфіка ринків зброї в Південно-Східній Азії в контексті регіональних трансформацій / С. О. Шергін, І. В. Горобець // Науковий вісник Дипломатичної академії України. - 2008. - Вип. 14. - С. 78-87. .*****
http://nbuv.gov.ua/UJRN/Nvdau_2008_14_14
Шергін С. О. Трансформація взаємодій міжнародно-політичних акторів / С. О. Шергін, М. В. Фесенко // Науковий вісник Дипломатичної академії України. - 2009. - Вип. 15. - С. 346-355.*****
http://nbuv.gov.ua/UJRN/Nvdau_2009_15_46
Шергін С.О. Трансформація в умовах послаблення глобального лідерства США // ЄвроАтлантика. 2010. № 2. С. 6-17. ******
https://elibrary.ivinas.gov.ua/3848/1/2009_Nvdau_15_46%20ТРАНСФОРМАЦІЯ%20ВЗАЄМОДІЙ%20МІЖНАРОДНО-ПОЛІТИЧНИХ%20АКТОРІВ%20В%20УМОВАХ.pdf
Шергін С. О. Трансформація геополітичної ідентичності України в контексті українсько-російських відносин / С. О. Шергін // Наук. пр. іст. ф-ту Запоріз. нац. ун-ту. - 2010. - Вип. 29. - С. 258-265. - Бібліогр.: 18назв***
http://www.irbis-nbuv.gov.ua/publ/REF-0000377693
https://web.archive.org/web/20140809000403/http://istznu.org/dc/file.php?host_id=1&path=page/issues/29/shergin.pdf
Шергін С. О. Східноазійський вектор зовнішньої політики України (за результатами візиту Президента України у В’єтнам, Сінгапур і Бруней) / С. О. Шергін, Є. Л. Шаповалов // Науковий вісник Дипломатичної академії України. - 2011. - Вип. 17. - С. 119-125.*****
http://nbuv.gov.ua/UJRN/Nvdau_2011_17_20
Шергін С. О. Геополітичні пріоритети України і Росії в контексті неоєвразійської парадигми розвитку [Електронний ресурс] / С. О. Шергін // Науковий вісник Дипломатичної академії України. - 2012. - Вип. 18(спец. вип.). - С. 287-292.*****
http://nbuv.gov.ua/UJRN/Nvdau_2012_18(spets
Шергін С. О. Геополітичні та економічні трансформації в "тихоокеанському трикутнику" / С. О. Шергін, Р. С. Шахматенко // Науковий вісник Дипломатичної академії України. - 2012. - Вип. 19. - С. 164-169.*****
http://nbuv.gov.ua/UJRN/Nvdau_2012_19_26
Шергін С. О. Реалізм і модернізм в американській політології міжнародних відносин: еволюція "реалістичної" парадигми / С. О. Шергін // Актуальні проблеми міжнародних відносин. - 2012. - Вип. 107(1). - С. 13-21 *****
http://nbuv.gov.ua/UJRN/apmv_2012_107(1)__6
Шергін С. О. Дилема Азійсько-Тихоокеанського регіоналізму / С. О. Шергін // Науковий вісник Дипломатичної академії України. - 2015. - Вип. 22(2). - С. 36-49. *****
http://nbuv.gov.ua/UJRN/Nvdau_2015_22(2)__6
Шергін С. О. Політологічний концепт національної безпеки / С. О. Шергін // Науковий вісник Дипломатичної академії України. - 2017. - Вип. 24(2). - С. 4-11.*****
http://nbuv.gov.ua/UJRN/Nvdau_2017_24(2)__3
Шергін С. О. Політичні системи та політичні еліти пострадянських держав за умов глобалізації / С. О. Шергін // Проблеми всесвітньої історії. - 2018. - № 2. - С. 9-24.*****
http://nbuv.gov.ua/UJRN/prwh_2018_2_3
Шергін С. О. Україна на терезах глобальної конкурентноспроможності / С. О. Шергін // Зовнішні справи. - 2019. - № 6-7. - С. 10-14.*****
http://nbuv.gov.ua/UJRN/zovsp_2019_6-7_3
Шергін С. О. Україна, США, ЄС: криза дипломатії доби глобалізації / С. О. Шергін // Зовнішні справи. - 2019. - № 11-12. - С. 31-36.*****
http://nbuv.gov.ua/UJRN/zovsp_2019_11-12_10
Шергін С. О. Національна безпека. Сутність. Типологія. Пріоритети. / С. О. Шергін // Зовнішні справи. - 2019. - № 11-12. - С. 45-50.*****
http://nbuv.gov.ua/UJRN/zovsp_2019_11-12_13
Шергін С. О. В’єтнам на шляху суспільної модернізації та міжрегіонального співробітництва / С. О. Шергін, Є. О. Припік // Зовнішні справи. - 2020. - № 4. - С. 40-47.*****
http://nbuv.gov.ua/UJRN/zovsp_2020_4_9
Шергін С. О. Ефект панепідемії: роздуми в короновірусному інтер’єрі / С. О. Шергін // Зовнішні справи. - 2020. - № 5-6. - С. 5-7.*****
http://nbuv.gov.ua/UJRN/zovsp_2020_5-6_3
Шергін С. О. Політичний феномен російсько-української війни / С. О. Шергін // Проблеми всесвітньої історії. - 2023. - № 3. - С. 7-17. *****
http://nbuv.gov.ua/UJRN/prwh_2023_3_3
http://jnas.nbuv.gov.ua/uk/article/UJRN-0001454124
Шергін С.О. Діалектика  агресії // Науковий журнал "Проблеми всесвітньої історії". – К., 2024, № 3(27). С.7-26.   
https://ivinas.gov.ua/publikatsiji/naukovyi-zhurnal-problemy-vsesvitnoi-istorii/problemy-vsesvitnoi-istorii-naukovyi-zhurnal-3-27-k-2024.html
==== Праці конференцій ====
Шергін С.О. Можливості ліберального світового порядку. – Збірник матеріалів всеукраїнської науково-практичної конференції «Актуальні проблеми міжнародних відносин і дипломатії». 21 грудня 2022 р. С. 7-21. 
https://kymu.edu.ua/news/2022/vseukrayinska-naukovo-praktychna-konferentsiya-aktualni-problemy-mizhnarodnykh-vidnosyn-i-dyplomatiyi
Проблеми глобальної безпеки в регіональних інтепретаціях та вимірах [Текст] : матеріали Міжвідом. наук.-теорет. конф., м. Київ, 18 черв. 2009 р. / Ін-т світ. економіки і міжнар. відносин НАН України; [редкол.: Гура, В. К. (ред.); Рубель, В. А. (ред.); Лещенко, Л. О. (ред.); Шергін, С. О. (ред.)]. - К. : [б. в.], 2009. - 124 с. - Бібліогр. в кінці ст. - 300 прим. - ISBN 978-966-0205536-4<sup>****</sup>
http://www.irbis-nbuv.gov.ua/cgi-bin/irbis_nbuv/cgiirbis_64.exe?C21COM=S&I21DBN=EC&P21DBN=EC&S21FMT=fullwebr&S21ALL=%28%3C.%3EA%3DШЕРГІН$%3C.%3E%29&FT_REQUEST=&FT_PREFIX=&Z21ID=&S21STN=1&S21REF=10&S21CNR=20
Шергін С.О. Тихоокеанська стратегія Вашингтона: від Клінтона до Обами // Дослідження світової політики Збірник наукових праць. Вип. 57. К.: ІСЕМВ НАНУ, 2011. С. 28-36
https://elibrary.ivinas.gov.ua/3022/
== Нагороди та відзнаки ==
[[[Заслужений працівник освіти України]] (Указ Президента України № 940/2007 від 02.10.2007)[11], [[Почесна грамота Міністерства закордонних справ України]] (22.12.2004), [[Почесна відзнака Генеральної дирекції з обслуговування іноземних представництв]] (Наказ № 408 від 07.09.2009 р.,), [[Почесна грамота Київської міської державної адміністрації]] (№ 4146 від 24 травня 2013 р.)  

== Джерела ==
[1] Наказ МОН від 08.05.2007 р. № 363  
[2] Наказ МОН від 19.01.2006 р. № 29
[3] В І С Н И К КИЇВСЬКОГО НАЦІОНАЛЬНОГО УНІВЕРСИТЕТУ ІМЕНІ ТАРАСА ШЕВЧЕНКА 
ISSN 1728-2292 МІЖНАРОДНІ ВІДНОСИНИ 33-34/2006, - Засновано 1993 року 
https://web.archive.org/web/20220125124514/http://ebooks.znu.edu.ua/files/Bibliobooks/Inshi47/mizhnarod2006v33.pdf
[4] Горобець, Ігор Володимирович. Територіально- прикордонні проблеми у відносинах Індії з Пакистаном і Китаєм /60-і - 90-і роки/ [Текст] : автореф. дис... канд. іст. наук: 07.00.02 / Горобець Ігор Володимирович ; Київський ун-т ім. Т.Шевченка. Інститут міжнародних відносин. - К., 1998. - 17 с. Рубрикатор НБУВ: Т3(5Інд)63-6   
http://irbis-nbuv.gov.ua/cgi-bin/irbis_nbuv/cgiirbis_64.exe?C21COM=S&I21DBN=EC&P21DBN=EC&S21FMT=fullwebr&S21ALL=%28%3C.%3EKNS%3D07$%3C.%3E%29%2A%28%3C.%3EK%3DГОРОБЕЦЬ$%3C.%3E%29&FT_REQUEST=&FT_PREFIX=&Z21ID=&S21STN=1&S21REF=10&S21CNR=20
[5] Ленський П. С. Центральноазійський вектор політики КНР у галузі регіональної безпеки в постбіполярний період : автореф. дис. ... канд. політ. наук : 23.00.04. / Ленський Петро Сергійович. — К., 2010. — 21 с. — укp.
http://irbis-nbuv.gov.ua/cgi-bin/irbis_nbuv/cgiirbis_64.exe
[6] Дужа, Ірина Анатоліївна. Тихоокеанська стратегія США: інтеграційний та безпековий вимір [Текст] : автореф. дис. ... канд. політ. наук : 23.00.04 / Дужа Ірина Анатоліївна ; Дипломат. акад. України при М-ві закордон. справ України. - Київ, 2016. - 22 с. Рубрикатор НБУВ: Ф4(7СПО),9(5:94)  
http://irbis-nbuv.gov.ua/cgi-bin/irbis_nbuv/cgiirbis_64.exe?C21COM=S&I21DBN=EC&P21DBN=EC&S21FMT=fullwebr&S21ALL=%28%3C.%3EKNS%3D23$%3C.%3E%29%2A%28%3C.%3EK%3DДУЖА$%3C.%3E%29&FT_REQUEST=&FT_PREFIX=&Z21ID=&S21STN=1&S21REF=10&S21CNR=20
[7] Фесенко, Микола Васильович. Трансформація сучасної системи міжнародних відносин: концептуальний і прогностичний вимір [Текст] : автореф. дис... канд. політ. наук: 23.00.04 / Фесенко Микола Васильович ; Нац. акад. наук України, Ін-т світ. економіки і міжнар. відносин. - К., 2007. - 21 с. Рубрикатор НБУВ:  Ф4(0),01   
http://irbis-nbuv.gov.ua/cgi-bin/irbis_nbuv/cgiirbis_64.exe?C21COM=S&I21DBN=EC&P21DBN=EC&S21FMT=fullwebr&S21ALL=%28%3C.%3EKNS%3D23$%3C.%3E%29%2A%28%3C.%3EA%3DФЕСЕНКО$%3C.%3E%29&FT_REQUEST=&FT_PREFIX=&Z21ID=&S21STN=1&S21REF=10&S21CNR=20
[8] Шахматенко, Роман Сергійович. Міжнародні відносини в Азійсько-Тихоокеанському регіоні в контексті формування "Тихоокеанської спільноти" (друга половина XX ст. - початок XXI ст.) [Текст] : автореф. дис. ... канд. іст. наук : 07.00.02 / Шахматенко Роман Сергійович ; Дип. акад. України при М-ві закордон. справ України. - К., 2013. - 19 с. Рубрикатор НБУВ:  Т3(5:94)63-6; УДК: 94:327](5:9)"1967/20"   
http://irbis-nbuv.gov.ua/cgi-bin/irbis_nbuv/cgiirbis_64.exe?C21COM=S&I21DBN=EC&P21DBN=EC&S21FMT=fullwebr&S21ALL=%28%3C.%3EK%3DШАХМАТЕНКО$%3C.%3E%29&FT_REQUEST=&FT_PREFIX=&Z21ID=&S21STN=1&S21REF=10&S21CNR=20
[9] Шергин, Сергей Александрович. Эволюция концептуального подхода США к проблемам тихоокеанской безопасности 70-80-е гг. [Текст] : дис... д-ра полит. наук: 23.00.04 / Шергин Сергей Александрович ; РАН, Институт Соединенных Штатов Америки и Канады. - М., 1992. - 313 с.   
http://www.irbis-nbuv.gov.ua/cgi-bin/irbis_nbuv/cgiirbis_64.exe?C21COM=S&I21DBN=EC&P21DBN=EC&S21FMT=fullwebr&S21ALL=%28%3C.%3EKNS%3D23$%3C.%3E%29%2A%28%3C.%3EA%3DШЕРГИН$%3C.%3E%29&FT_REQUEST=&FT_PREFIX=&Z21ID=&S21STN=1&S21REF=10&S21CNR=20
[10]Рішення Атестаційної колегії МОН України №5/03-П від 24 грудня 2003 року про присвоєння Шергіну Сергію Олександровичу вченого звання професора кафедри зовнішньої політики та міжнародного права
[11] Про відзначення державними нагородами України працівників освіти // Указ Президента України від 02.10.2007 № 940/2007
https://zakon.rada.gov.ua/laws/show/940/2007#Text

### Додаткові джерела
[12] Електронна наукова бібліотека Державної установи «Інститут всесвітньої історії Національної академії наук України» // Елементи, в яких тема: "Міжнародні відносини": автор Шергін С.О.
https://elibrary.ivinas.gov.ua/view/subjects/I7.html
[13] 339.9 Міжнародна економіка загалом. Міжнародні економічні зв'язки. Зовнішньоекономічна політика. Світове господарство. Глобалізація // 7041. Власов В. І. Глобалізація і глобалістика: історія, теорія, практика, персоналії : (у 3 т.) / В. І. Власов ; ННЦ "Ін-т аграр. економіки" Нац. акад. аграр. наук, Держ. наук с.-г. б-ка Нац. акад. аграр. наук. — Вінниця : Нілан-ЛТД, 2012. — 22 см. — ISBN 978-966-2770-23-0. : - Т. 3 : Особистості в дослідженнях по глобалазації. — 237 с. – С.44: портр. — Бібліогр.: с. 225—237 (147 назв). — 300 пр. — ІSBN 978-966-2770-26-1 (у паліт.) 
file:///D:/!%200_%20_10_2020/1_0_Вікіпедія%202023/1_Пошук/Lk_07_2014.pdf
[14] Геополітика: енциклопедія // за ред..чл.-кор. НАПН , проф.. Є.М. Суліми, авторы: Юрченко С.В., Суліма Є.М., Шепєлєв М.А., Шергін С.А. /  - К.: Знання України, 2012. 919 с.  ISBN: ISBN 978-966-316-318-5
https://istina.msu.ru/publications/book/6748595/